# Vækstcenteret
Vækstcenteret er et center for bevidsthedstræning i Nørre Snede, hvor der undervises i meditativ praksis og forskellige former for selvudvikling. Centeret ledes af Jes Bertelsen, som grundlagde det i 1982 sammen med Hanne Kizach. Undervisningen varetages af en gruppe af faste undervisere og gæstelærere med Jes Bertelsen som den centrale lærer.
Grundlaget for undervisningen kaldes for vækstcenterpædagogikken  som blandt andet indebærer at spirituel træning sammensættes ud fra et spektrum af indre og ydre discipliner. I denne sammenhæng skelnes mellem selvudvikling, terapi og meditation. Det erklærede grundlag er respekt for demokratiske styreformer, det kristne kulturgrundlag, anerkendelse af lighed mellem kønnene og åbenhed over for en videnskabelig tilgang til det psykologiske og spirituelle arbejde. 
Vækstcenteret er organiseret som en erhvervsdrivende fond der driver kursusvirksomhed. Fondens formål er at støtte udformningen og formidlingen af Jes Bertelsens ideer. Jes Bertelsen er ansat af fonden og modtager løn på niveau med en højskoleforstander. Fondens regnskaber er tilgængelige via Erhvervs- og Selskabsstyrelsen.
Vækstcenteret definerer sig selv som et slags moderne åbent lægkloster. En religionsforsker har benævnt Vækstcenteret og de som er knyttet til det ”Jes Bertelsen-bevægelsen” , og af især kristent funderede kritikere kaldes Vækstcenteret for en "nyreligiøs sekt". Angående kritiske vinkler, se i øvrigt artiklen om Jes Bertelsen.
På og i nærheden af Vækstcenteret bor cirka 60 fastboende, de fleste i egne huse. Igennem Vækstcenterets historie har der været en jævn til- og fraflytning blandt de fastboende. Vækstcenteret drives primært ved hjælp af de fastboendes og besøgendes frivillige arbejde. Vækstcenteret har årligt cirka 1000 kursister, heraf en del fra Norge. Blandt dem, som er knyttet til eller gæster Vækstcenteret, er en overvægt af mennesker der arbejder med andre mennesker, for eksempel psykologer, behandlere, undervisere, konsulenter, læger samt kunstnere, arkitekter og andre der arbejder kreativt.